# Alex Colman
Pour les articles homonymes, voir Colman.
Alex Colman (né le 22 juillet 1998 à Saint-Nicolas) est un coureur cycliste belge.

## Biographie
Ancien spécialiste du cyclo-cross, Alex Colman se tourne vers le cyclisme sur route à partir de 2016, après avoir subi une blessure. L'année suivante, il rejoint l'équipe espoirs de Lotto-Soudal au mois d'avril. 
Sur le circuit continental, il obtient ses premiers résultats notables lors de la saison 2018, en terminant quatrième de la Flèche côtière et sixième du Dorpenomloop Rucphen et d'Eschborn-Francfort espoirs. Il court ensuite dans l'équipe continentale britannique Canyon DHB-Bloor Homes en 2019. Accidenté en avril sur le Giro del Belvedere, il retrouve de bonnes sensations durant l'été en se classant douzième de la Polynormande et treizième du Grand Prix de la ville de Zottegem. 
En 2020, il s'impose à trois reprises lors de courses régionales belges. Au mois d'octobre, le site Het Nieuwsblad annonce la signature du coureur belge avec l'équipe Sport Vlaanderen-Baloise.

## Palmarès sur route

### Par année
- 2018
  - 1re étape de l'Okolo Jižních Čech (contre-la-montre par équipes)
- 2022
  - 2e de la Mosselkoers
- 2024
  - Grand Prix Raf Jonckheere

### Classements mondiaux
| Année                                 | 2017  | 2018  | 2019  | 2020  | 2021 | 2022  | 2023  | 2024  |
| ------------------------------------- | ----- | ----- | ----- | ----- | ---- | ----- | ----- | ----- |
| Classement mondial                    | 2660e | 1337e | 1817e | 2035e | nc   | 1873e | 1571e | 1900e |
| UCI Europe Tour                       | 1810e | 827e  | 1195e | 1475e | nc   | 1205e | nc    | nc    |
|                                       |       |       |       |       |      |       |       |       |
| Légende : nc = non classéSource : UCI |       |       |       |       |      |       |       |       |

## Palmarès en cyclo-cross
- 2015-2016
  - 10e du championnat d'Europe de cyclo-cross juniors